# Großer Waldgärtner
Der Große Waldgärtner (Tomicus piniperda) ist ein Rüsselkäfer aus der Unterfamilie der Borkenkäfer (Scolytinae). Da er seine Brutsysteme in der Rinde der Wirtsbäume anlegt, wird er den Rindenbrütern zugerechnet.

## Merkmale
Die Käfer werden 3,5 bis 4,8 Millimeter lang und haben einen schwarzbraunen, walzenförmigen, hinten schwach verbreiterten, glänzenden, wenig behaarten Körper. Der Kopf ist von oben sichtbar, der Halsschild ist gleichartig punktiert, breiter als lang und vorn verengt. Der Vorderrand ist gerade, nicht eingebuchtet. Der Basalrand der Flügeldecken ist mit Höckern aufgebogen und in der Mitte durch das Schildchen unterbrochen. Die Flügeldecken tragen Punktreihen. Die Zwischenräume der Punktreihen haben weit auseinanderstehende Borsten. Der zweite Zwischenraum am Absturz ist ohne Körnchenreihe (Scheinfurche). Die Glieder der länglichen Fühlerkeule sind nicht getrennt, die Fühlergeißel ist sechsgliedrig. Die Augen sind nicht nierenförmig. Die Vorderhüften liegen nahe beisammen.

## Verbreitung
Die Art ist in Europa verbreitet. Häufig findet man die Tiere in der Nähe von Holzlagerplätzen, besonders wenn das Holz lange liegt.

## Lebensweise
Tomicus piniperda kommt an Kiefern (Pinus), seltener an Gemeiner Fichte (Picea abies), Sibirischer Fichte (Picea obovata) und Europäischer Lärche (Larix decidua) vor. Er besiedelt die Rinde der Bäume. Die Käfer sind als Frühschwärmer schon bei niedrigen Temperaturen (ab 9 °C) aktiv. Der männliche Käfer kann stridulieren. Zum Anlocken der Geschlechtspartner werden die Pheromone trans-Verbenol und 2-Pinen-4-on ausgesendet.
Die Larven fressen im Bast- und Rindengewebe fast ausschließlich in frisch gefällten, beziehungsweise absterbenden Stämmen, also ausgesprochen sekundär. Die Altkäfer dringen nach beendetem Brutgeschäft ab Mitte Mai zum Regenerationsfraß, die Jungkäfer ab August zum Reifungsfraß in die ein-, zwei-, seltener dreijährigen Triebe der Kiefer ein und höhlen diese aus.

### Fraßbild
Zur Eiablage werden einarmige, leicht gekrümmte Längsgänge von etwa zehn Zentimetern Länge angelegt, die am Anfang rammelkammerartig erweitert sind, mehrere Luftlöcher aufweisen, fast gänzlich im Bast verlaufen und den Splint nur leicht furchen. In liegenden Stämmen ist das Anfangsteil meist krückstockartig nach unten gekrümmt, wenn sie nach dem Fällen befallen wurden. Die Muttergänge sind fast immer mit einer feinen Harzkruste ausgekleidet, in Rindenritzen liegende Bohrlöcher mit kleinen, gelben Harztrichtern. Die Eizahl kann je Muttergang 50 bis 80 Stück oder mehr erreichen. Die Larvengänge sind dicht gedrängt und lang. Die Puppenwiegen werden in der Rinde angelegt, sind also auf der Innenseite der Rinde nicht sichtbar.
Die beim Reifungs- und Regenerationsfraß ausgehöhlten Triebe weisen zur Triebbasis hin ein Einbohrloch mit Harztrichter auf. Sie sind bis zum Ausbohrloch hohlgefressen. Die Käfer wechseln die Fraßstelle mehrmals. Die ausgehöhlten Triebe bleiben grün, brechen aber meist während der Herbstwinde und -stürme ab und bedecken dann auffällig den Boden.

### Generationen und Überwinterung
Die Tiere sind monogam. Es gibt nur eine Generation im Jahr. Manchmal schreiten die regenerierten Altkäfer acht bis zehn Wochen nach der ersten Eiablage zu einer zweiten (Geschwisterbrut), wobei 35 bis 40 Eier je Weibchen abgelegt werden können. Im November und Dezember verlassen die Käfer die Triebe und bohren an der Stammbasis älterer Kiefern nicht ganz auf den Splint reichende, etwa fünf Zentimeter lange, 2,5 mm weite Überwinterungsgänge, die häufig in späteren Wintern wieder benutzt werden. An den Einbohrlöchern finden sich Bohrmehl, Harzkrümel und auch Harztrichter. Gelegentlich erfolgt die Überwinterung in der Bodenstreu.

## Schadwirkung
Durch die Zweigabbrüche kann, besonders nach Nadelverlusten durch Raupenfraß von Schmetterlingsraupen wie Kiefernspinner, Kiefernspanner, Kiefernschwärmer und Larven der Blattwespen wie Kiefernbuschhornblattwespe großer Schaden entstehen. Zuwachsverluste bis Absterbeerscheinungen treten auf. Stark befallene Baumkronen sehen wie beschnitten aus, deswegen auch der Name „Waldgärtner“.

## Systematik

### Synonyme
Aus der Literatur sind für Tomicus piniperda folgende Synonyme bekannt:
- Dermestes piniperda Linnaeus 1758 [species]
- Hylurgus analogus LeConte 1868
- Blastophagus major Eggers 1943
- Blastophagus piniperda Linné 1758
- Bostrichus testaceus Fabricius 1787